# 湯姆·伯頓
湯姆·伯頓（Tom Burton，又译为汤姆·波顿，1990年6月27日—），是一名出生於澳大利亚悉尼的的帆船運動員。曾作为澳大利亚代表团成员在2016年里约奥运会的男子帆船激光雷迪尔级比赛获得冠军。2017年，获得了澳大利亚勋章。

## 外部連結
- Tom Burton的Facebook專頁
- Tom Burton （页面存档备份，存于） - ISAF